# Supersonic Low-Altitude Missile

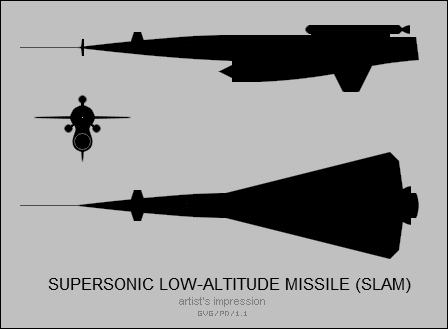
Схематическое изображение одного из вариантов ракеты SLAM

Vought SLAM (сокр. англ. Supersonic Low-Altitude Missile — низковысотная сверхзвуковая управляемая ракета) — проект американской стратегической крылатой ракеты с ядерным двигателем, фактически неограниченного (в пределах земного шара) радиуса действия. Разрабатывался в конце 1950-х годов как эффективная альтернатива баллистическим ракетам. Оснащённая ядерным прямоточным двигателем «Плутон», ракета могла бы преодолевать десятки тысяч километров на высоте около 300 метров, приближаться к целям незамеченной, и сбрасывать на них термоядерные боеприпасы. Из-за чрезвычайной сложности и экологической опасности (радиоактивный выхлоп двигателя) проекта, программа была закрыта в 1964 году.

## История
К середине 1950-х годов баллистические ракеты, хотя и сделали огромный шаг вперёд, все ещё не казались надёжным средством поражения противника на межконтинентальных расстояниях. Ряд инженеров высказывали предположения, что межконтинентальные баллистические ракеты никогда не смогут быть эффективным оружием: из-за большой высоты траектории баллистические ракеты неминуемо будут обнаружены радарами противника и перехвачены противоракетами с ядерными боеголовками.
Альтернативой могла бы быть крылатая ракета, способная приближаться к цели на малых высотах, ниже порога обнаружения радаров. Но полёт на малых высотах требовал значительных затрат горючего на преодоление сопротивления воздуха и компенсацию возникающих аэродинамических возмущений. Ни одна крылатая ракета разумных размеров просто не могла бы нести достаточный запас горючего, чтобы пролететь существенное расстояние на малой высоте на сверхзвуковой скорости (что было необходимо во избежание поражения ракеты зенитными орудиями и низковысотными комплексами ПВО вроде С-125).
В январе 1957 года Ливерморская национальная лаборатория начала исследование возможностей создания ядерного прямоточного реактивного двигателя. Использование ядерного топлива позволяло придать летательным аппаратам практически неограниченный радиус действия и возможность оставаться в воздухе целыми днями и неделями. 
Контракт на разработку получила корпорация Ling-Temco-Vought. Параллельно с ней конкурирующие проекты велись компаниями North American Aviation (BOLO) и Convair (Big Stick). В середине апреля 1959 года в Лас-Вегасе состоялась совместная пресс-конференция Департамента ВВС и представителей трёх вышеназванных компаний, где были оглашены некоторые сведения относительно проводимого конкурса и перспективной ракеты. Головной контролирующей инстанцией от заказчика выступало Главное научно-исследовательское управление ВВС США.
В конце сентября 1959 года был назван победитель — LTV с проектом SLAM. Ракета имела безаналоговую[прояснить] систему наведения Fingerprint («отпечаток пальца»), двигательная установка разрабатывалась на основе уже имеющихся наработок по проекту Pluto («Плутон») совместными усилиями Ливерморской лаборатории Комиссии по атомной энергии США, а также компаний Marquardt и North American Aviation. Одним из требований к разрабатываемой ракете была возможность отмены команды о нанесении удара из центра управления полётами (для чего требовался защищённый канал беспроводной связи для передачи информации на ракету) и невысокая отражающая способность, чтобы лететь незамеченной радиолокационными средствами противника.

### Разработка
Работы над двигателем продолжались успешно, и предполагалось, что первая ракета совершит первый полёт в 1967 году. Но уже к середине 1960-х годов проект SLAM начал терять поддержку. Баллистические ракеты к этому моменту уже доказали свою эффективность, а их перехват оказался существенно более сложной задачей, чем предполагалось ранее. Хотя проект SLAM все ещё имел ряд преимуществ, для его реализации требовалось очень много времени: в то же время, с 1963 года началось массированное развёртывание твердотопливных баллистических ракет «Минитмен», при том, что эффективность систем ПРО не превышала показателя в 80 %.
Кроме того, нерешённой проблемой SLAM являлось радиоактивное заражение местности в процессе полёта ракеты. Хотя в условиях глобальной ядерной войны это было несущественно, в мирное время фактор радиоактивного заражения чрезвычайно затруднял бы испытания и учебные запуски SLAM. Имело значение и то, что стоимость обслуживания SLAM была значительно выше стоимости обслуживания твердотопливных баллистических ракет. Все это привело к тому, что в 1964 году проект SLAM был закрыт.

## Конструкция
Vought SLAM представляла собой крылатую ракету, выполненную по аэродинамической схеме «утка». Её конструкция была специально адаптирована для экстремальных условий полёта на расчётной скорости до M = 3 на высоте не более 300 метров. Корпус ракеты, который должен был выдерживать высокие тепловые и аэродинамические нагрузки, предполагалось изготовить из высокопрочной стали. Конструкция ракеты была спроектирована настолько прочной, что конструкторы в шутку называли её «летающим ломиком»

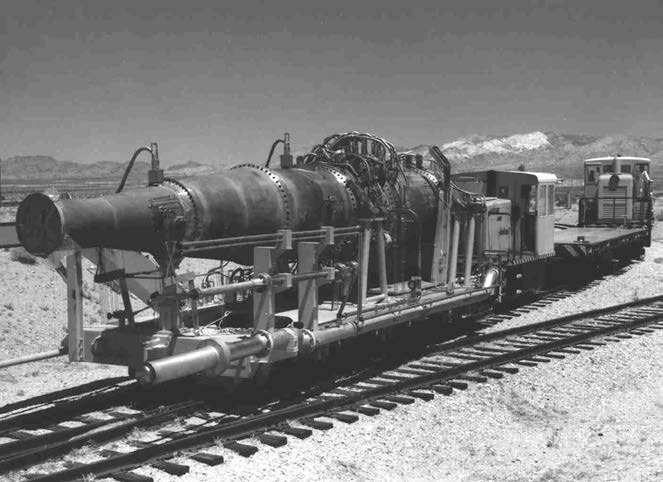
Ядерный прямоточный воздушно-реактивный двигатель «Tory» II-C, прототип двигателя «Плутон», на рельсовых испытаниях

В средней части фюзеляжа ракеты из-под корпуса выступал воздухозаборник, ведущий к расположенному в кормовой части ядерному прямоточному двигателю «Плутон». Топливных баков в привычном понимании этого слова ракета не имела, поступающий воздушный поток непосредственно контактировал с рабочим телом в реакторе и разгонял ракету до максимальной расчётной скорости M = 4,2 (на большой высоте). Непрерывный вынос частиц рабочего тела из реактора воздушным потоком приводил к тому, что ракета оставляла за собой шлейф радиоактивных осадков, но это рассматривалось как неминуемые последствия.
Управление осуществлялось с помощью трёх цельноповоротных плоскостей в носовой части.
Наведение ракеты осуществлялось с помощью радиолокационной системы навигации по рельефу местности TERCOM (англ. Terrain Contour Matching), ранее применявшейся на стратегических крылатых ракетах MGM-13 Mace. SLAM следовала по заранее составленной карте местности, отслеживая рельеф под собой с помощью радиовысотомера и сопоставляя его с заданным эталонным маршрутом.
В верхней части фюзеляжа SLAM располагались в два ряда 16 пусковых устройств для термоядерных боеголовок. Ракета могла атаковать 16 отдельных целей, запрограммированых последовательно в её управляющем процессоре. Из-за низкой высоты полёта ракеты простой сброс бомбы вниз был неэффективен (поражающее действие наземного взрыва было бы сильно ограничено, к тому же у SLAM просто не хватило бы времени покинуть область поражения), и поэтому бомбы должны были выстреливаться вверх вышибными зарядами по баллистической траектории в сторону цели.
SLAM должна была запускаться из защищённых бункеров или с мобильных железнодорожных платформ с помощью твердотопливных ускорителей. Запущенная заранее, перед началом вооружённого конфликта, ракета могла барражировать над ненаселёнными районами на протяжении нескольких дней, ожидая дальнейших команд и оставаясь практически неуязвимой для возможных атак противника.
В случае, если ракета получала команду на атаку, она направлялась к территории противника на скорости до M = 4 при высоте полёта до 10 километров. Приблизившись к границе обнаружения неприятельских РЛС, ракета снижалась до 300 метров и двигалась к первой цели по данным системы TERCOM. Пролетев над целью, ракета отстреливала боеголовку и уходила к следующей.

## Тактико-технические характеристики (теоретические)
- Длина: 26,8 м
- Диаметр (максимальный): 1,5 м
- Масса: 27540 кг
- Скорость полёта:
  - на высоте 300 м: M = 3,5
  - на высоте 10 700 м: M = 4,2
- Потолок: 10 700 м
- Дальность полёта: 
  - на высоте 300 м: 21 300 км
  - на высоте 10700 м: 182 000 км
- Двигательная установка: маршевый ядерный прямоточный воздушно-реактивный двигатель «Плутон» + твердотопливные стартовые ускорители
- Боевое снаряжение: 16 ед. 1,2-мегатонных термоядерных боеприпасов индивидуального сброса.

## Оценка проекта
Для периода 1950—1960-х годов SLAM была бы впечатляющим оружием, сопоставимым по потенциалу с баллистическими ракетами. Её способность к низковысотному сверхзвуковому полёту сильно затрудняла возможность перехвата SLAM существующими в 1960-х годах средствами противовоздушной обороны. Разрушительный же эффект действия ракеты был бы очень большим: помимо возможности нанести 16 независимых термоядерных ударов, сама по себе ударная волна от летящей на малой высоте сверхзвуковой ракеты могла нанести значительный урон постройкам на всём пути её полёта. Также радиоактивный след SLAM гарантировал заражение местности, над которой пролетала ракета.
Многие технические решения, разработанные в рамках проекта SLAM, нашли своё применение в конструкциях последующих крылатых ракет США, особенно это касается, системы навигации по рельефу местности TERCOM.

## Аналоги
- Avro Z-59 — британский проект крылатой ракеты воздушного базирования с прямоточным двигателем на основе ядерного реактора. Не реализован.
- Буревестник -  разрабатываемая межконтинентальная крылатая ракета глобальной дальности с ядерной энергетической установкой. РФ